# 존 굴드

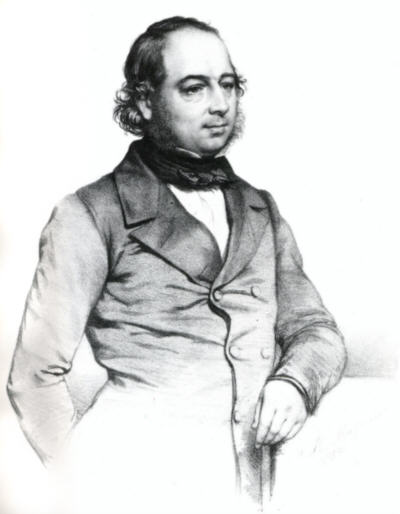
존 굴드

존 굴드(John Gould, 1804년 9월 14일 ~ 1881년 2월 3일)는 영국의 조류학자이자 새 예술가이다. 오스트렐리아의 굴드 리그는 그의 이름을 딴 것인데 그는 호주 조류 연구의 아버지라 불린다. 지금은 다윈 핀치라고 부르는 그가 밝혀 낸 사실은 비록 다윈의 저서 《종의 기원》에서는 거의 언급되어 있지 않지만, 자연선택에 의한 다윈 진화론의 시초를 제공했다.

## 생애
그는 잉글랜드의 남서지방 도셋 주의 라임 레지스에서 정원사의 아들로 태어났다. 가정 형편상 유년기에는 충분히 교육을 받지는 못했다고 추측된다. 그의 부친은 서레이 주 길드포드 근처의 토지에서 지위를 얻어서 1818년에는 윈저 왕실정원의 감독이 된다. 그는 얼마동안 윈저왕실정원의 J. T. 에이튼의 보호하게 있게 된다. 어린 굴드는 정원사 훈련을 시작했고, 1818년에서 1824년까지 윈저에서 그의 아버지 하에 고용이 되었다. 그 결과 요크셔의 리플리 성에서 정원사가 되었다. 그는 박제술의 전문가가 되었으며, 1824년 자신이 직접 런던에서 박제사로서 사업을 시작했다. 1827년 그의 손재주는 런던동물학회 박물관의 최고 큐레이터이자, 보존가로 만들었다.

## 연구
굴드의 지위로 인해 그는 잉글랜드에서 유망한 박물학자들과 접촉하게 되었고, 이것은 학회에 제출된 새로운 새 표본을 가장 먼저 볼 수 있다는 것을 의미했다. 1930년에 이전에 별로 설명된 적이 없었던 새표본이 히말라야에서 도착했다. 굴드는 이 히말라야산맥에서 가져온 새들을 《새의 1세기》(A Century of Birds)로 출판했다. 텍스트는 니콜라스 에일워드 비거즈가 맡았고, 삽화는 굴드의 켄트의 니콜라스 콕센의 딸이자 아내인 엘리자베스가 맡았다. 이 작업은 5권의 《유럽의 새》(Birds of Europe)를 포함하여 다음 7년에 걸쳐 4권이 더 나왔고, 굴드 자신이 직접 텍스트를 맡고, 서기인 에드인 프린스가 맡아서 1873년에 완료되었다. 삽화 중 일부는 에드워드 리어가 1832년 앵무새과의 삽화(Illustrations of the Family of Psittacidae)의 일부를 그렸다. 그러나 리어는 재정적 어려움으로 인해서, 전체 그림을 굴드에게 판매를 했다. 이 책은 수려한 색상판으로 된 특대판으로 출판이 되었다. 결국 이 권들 중 41권이 약 3000판으로 출판되었다. 미리 주문을 받았으며, 판을 준비하는데 막대한 비용 소모에도 불구하고, 굴드의 모험적 지출은 성공을 거두었고 부를 가져다 주었다. 1838년에 그와 그의 아내는 오스트레일리아의 새에 대해 작업을 하기 위해 오스트레일리아로 이민을 갔고, 1841년 곧바로 잉글랜드로 돌아온 직후에 그의 아내는 죽음을 맞았다.

## 다윈의 작업
1837년 1월 4일 모임에서 찰스 다윈이 비글호의 두 번째 항해에서 수집한 포유류와 조류 표본을 런던지질학회에 제출했을 때, 조류 표본은 굴드에게 확인을 받기 위해 전달되었다. 굴드는 사업을 제쳐두고, 다음 날 1월 10일 다윈이 밀화부리와 핀치(되새과)류의 검은 새들이라고 생각했던 갈라파고스 제도의 새들이 사실은 '매우 특이한 땅핀치' 여러 종이며, 12종을 포함한 완전히 새로운 무리로 형성된 종이라는 것을 보고했다. 이 이야기는 신문에 보도되었고, 3월 다윈은 굴드를 다시 만나 그의 갈라파고스의 '굴뚝새'가 핀치의 다른 종임을 알게 되었고, 섬에서 흉내지빠귀라고 동정했던 것이 변이가 아닌 별개의 종이며, 남미 대륙과 근연종이라는 것도 알게 되었다. 결과적으로 굴드는 크리스마스 저녁 식사에서 구출된 남부의 더 작은 레아 표본이 (그는 Rhea darwinii라 명명했다) 별개의 종이며 그 서식지가 북반구의 레아와 겹친다고 충고를 해주었다.
다윈은 번거롭게 섬마다 핀치를 구별하여 라벨을 붙이지는 않았지만, 그 탐사에서 얻는 다른 것들은 보다 더 조심스럽게 다루었다. 그는 이제 로버트 피츠로이 선장과 선원들이 수집한 표본을 찾기 시작했다. 그들에게서 다윈은 그 종들이 섬마다 유일한 종들이며, 자연선택에 의한 진화론의 시초에 중요한 단계임을 자각했다. 그 새들에 대한 굴드의 작업은 찰스 다윈의 편집을 통해 1838년과 1842년 사이에 5회에 걸쳐 《비글호 항해의 동물학》의 3부로 출판되었다.

## 가족
그의 아들인 찰스 굴드는 지질학 조사자로 명성을 얻었다.